# ستيفانو جيواكشيني
ستيفانو جياتشيني (ولد في 25 تشرين الثاني1976) هو لاعب كرة قدم إيطالي سابق لعب كمهاجم .

## الحياة المهنية
لعب جيوتشيني ضمن محاربين كويسايد و كوزنسا و فينيسيا و كوفينتري سيتي و ساليرنيتانا و لوديجياني/سيسكو روما بالإضافة إلى ريتي ولوبا فراسكاتي. خاض مباراته الأولى في الفريق في نهاية موسم 1998-99 في كوفينتري, كبديل في ثلاث مباريات في الدوري الممتاز ضد أرسنال و (1) ساوثهامبتون (2) و ليستر سيتي (3), ظهر في خلال مسيرته المهنية ثلاث مرات في سيسري أ و مائة وتسعة عشر مرة في سيري ب وأدخل خمسة وستون هدفاً.